# Старий Нацпольськ
Старий Нацпольськ (пол. Stary Nacpolsk) — село в Польщі, у гміні Нарушево Плонського повіту Мазовецького воєводства.
Населення — 70 осіб (2011).
У 1975-1998 роках село належало до Цехановського воєводства.

## Демографія
Демографічна структура станом на 31 березня 2011 року:
|          | Загалом | Допрацездатний вік | Працездатний вік | Постпрацездатний вік |
| -------- | ------- | ------------------ | ---------------- | -------------------- |
| Чоловіки | 35      | 3                  | 26               | 6                    |
| Жінки    | 35      | 5                  | 19               | 11                   |
| Разом    | 70      | 8                  | 45               | 17                   |